# Carrer de l'Església (Sant Llorenç de Morunys)
El Carrer de l'Església de Sant Llorenç de Morunys és un conjunt monumental que forma part de l'Inventari del Patrimoni Arquitectònic Català de Sant Llorenç de Morunys (Solsonès).

## Descripció
El Carrer de l'Església està format pel redós del Monestir de Sant Llorenç de Morunys, actualment església parroquial de Sant Llorenç de Morunys arran de la carta de Franquícies atorgada a la vila, el 14 de maig de 1297. El carrer quedà configurat ja en el capbreu del segle xvii i avui els seus edificis conserven (malgrat les grans modificacions) la mateixa estructura de cases altes de tres pisos (l'últim, les golfes), amb llindes de pedra, del segle xvii i xviii.

### Notícies històriques
Arran de la carta de Franqueses atorgada el 1297 la vila de Sant Llorenç anà creixent a la part nord-est del recinte monacal, ben a prop d'ell; així un dels primers carrers que aviat quedà configurat fou l'actual de l'església, carrer on s'edifica la Confraria de la Mare de Déu dels Colls, molt propera a l'absis de l'església i al mateix claustre. En el Capbreu de 1483 aquest carrer ja està configurat, més o menys com avui el veiem, i també successivament en els diferents capbreus fins al segle xviii. Els diferents noms donats a aquest carrer al llarg de la història de Sant Llorenç de Morunys són: 1483, Carrer Nou; 1697, Carrer Nou Sobirà; 1784, Carrer Nou. Abans de 1967, Carrer Estret i Carrer de la Mare de Déu dels Colls.